# Jep Reporter
 (février 2025).
Motif : Absence de sources
- Archive Wikiwix
- Bing
- Cairn
- DuckDuckGo
- E. Universalis
- Gallica
- Google
- G. Books
- G. News
- G. Scholar
- Persée
- Qwant
- (zh) Baidu
- (ru) Yandex
- (wd) trouver des œuvres sur Wikidata

| 1. | Préciser le motif de la pose du bandeau. | Précisez le motif de la pose du bandeau en utilisant la syntaxe suivante : {{admissibilité à vérifier\|date=mars 2025\|motif=remplacez ce texte par le motif}}                    |
| 2. | Informer les utilisateurs concernés.     | Pensez à avertir le créateur de l'article, par exemple, en insérant le code ci-dessous sur sa page de discussion : {{subst:avertissement admissibilité à vérifier\|Jep Reporter}} |

Jep Reporter est une bande dessinée policière française en demi-planche en bas de page et en noir et blanc dessinée par Jorge Domenech et écrite par Olivé, parue dans le magazine paroissial Le Pèlerin entre 1964 et 1972.
Oubliée, la série n'a jamais été publiée en album.

## Description

### Personnages
- Jep
- Boniface

## Publication

### Le Pèlerin
- Les Cinq ont eu chaud
- Les Polyèdres de Murano
- L'Énigme de l'espace (sans Olivé)